# Wybory parlamentarne w Chorwacji w 2020 roku

Podział na okręgi wyborcze: niebieskie – wygrana HDZ, czerwone – wygrana Koalicji Restart (skupionej wokół SDP)

Wybory parlamentarne w Chorwacji w 2020 roku odbyły się 5 lipca 2020. Głosowanie przeprowadzono w godzinach od 7 do 19. Były to wybory, w których wybrano 151 posłów do Zgromadzenia Chorwackiego (parlamentu Chorwacji) IX kadencji. Frekwencja wyborcza wyniosła 46,44%. Wybory zakończyły się ponownym zwycięstwem centroprawicowej HDZ, a ich następstwem stało się powołanie drugiego rządu Andreja Plenkovicia.

## System wyborczy
Ordynacja wyborcza przewidywała wybór 151 posłów do Zgromadzenia Chorwackiego w 12 okręgach:
- 140 posłów w 10 okręgach 14-mandatowych przy podziale mandatów metodą D’Hondta pomiędzy listy, które w danym okręgu przekroczyły wynoszący 5% próg wyborczy;
- 3 posłów w okręgu dla obywateli Chorwacji zamieszkałych poza granicami kraju;
- 8 posłów w ogólnokrajowym okręgu dla mniejszości narodowych[2] (3 posłów w podokręgu dla mniejszości serbskiej, 5 posłów w 5 podokręgach dla pozostałych mniejszości).

## Wyniki wyborów
| Lista wyborcza                                  | Głosy     | %     | Miejsca |
| ----------------------------------------------- | --------- | ----- | ------- |
| Chorwacka Wspólnota Demokratyczna i koalicjanci | 621 035   | 37,26 | 66      |
| Koalicja Restart                                | 414 645   | 24,81 | 41      |
| DPMŠ i koalicjanci                              | 181 493   | 10,89 | 16      |
| Most Niezależnych List                          | 123 194   | 7,39  | 8       |
| Koalicja Možemo                                 | 117 208   | 6,99  | 7       |
| IP–Pametno–Fokus                                | 66 399    | 3,98  | 3       |
| Żywy Mur                                        | 37 628    | 2,26  | -       |
| HKS                                             | 21 727    | 1,3   | 1       |
| Reformiści                                      | 16 900    | 1,01  | 1       |
| Pozostali                                       | 67 469    | 4,05  | –       |
| Mniejszości narodowe                            | –         | –     | 8       |
| Razem                                           | 1 666 973 | 100   | 151     |
| Źródło: Izbori                                  |           |       |         |